# 八木志芳
八木 志芳（やぎ しほ、1984年2月15日 - ）は、ラジオDJ・ナレーター。元ラジオ福島アナウンサー、元ミュージックバードアナウンサー。北海道札幌市出身。北海道札幌旭丘高等学校、横浜国立大学教育人間科学部国際共生社会課程卒業。

## 来歴
2007年より、フェイス（IT企業）勤務を経てビーイング（レコード会社）に勤務。
2010年、アナウンサーとしてラジオ福島に入社。ラジオパーソナリティは小学生の頃からの夢だった。福島で東日本大震災を経験。震災関連の情報番組などを担当後、上京。
2016年、ディアステージ（アイドル事務所）勤務を経て、ミュージックバードにアナウンサー・ディレクターとして勤務。
2017年、ラジオDJ・ナレーターとして独立（F-FactoryJapan所属）。
2024年6月20日、東京大学生産技術研究所附属災害対策トレーニングセンターをサポートする「一般社団法人災害対策トレーニングセンター支援会の広報」に広報として参画したことを発表した。
2024年8月1日、7月31日付けで所属事務所F-FactoryJapanを退所し、無所属・フリーランスになったことを発表した。尚、この時点で担当している仕事は全て継続する。

## 人物・エピソード
- 趣味は、ライブ観戦、読書（特にマンガ）、御朱印集め、神社巡り[9]。
- 特技はジャズダンス[9][注 1][10][11]。
- 局アナを目指したきっかけは、小学校高学年の頃に読んでいた少女マンガ雑誌「ちゃお」に連載されていた「星空のウェーブ」という作品を読んだこと[12]。
- 26歳の時、ラジオ福島に入社し局アナになり。アナウンス業務以外にディレクター業務、番組SNSを立ち上げる仕事も行ったが、その後企画関係の部署への異動を命じられ、退職に至った[12]。
- ミュージックバード勤務時代にはしゃべりと番組制作を行っていた[12]。
- 人事・営業・アナウンサー・ディレクター・広報・ライターとしてのキャリアを積み上げており、その全てが武器[4]。
- 2020年10月、36歳の時に全裸ヌードを撮影したことを自身のnoteにて公表している[13]。なお、その写真は公開していない。
- 「性」に関する発信を番組を通じて行うことが必要と感じた理由は、過去に自分自身の気持ちを素直に表現してこなかったこと、自分の欲求や願望に素直になればよかったと気づいたことと、自身の体験から大人の性教育が大事と実感したことによる[12]。
- 「セクシーボイスなラジオDJ・ナレーター」を標榜し、2022年よりCBCラジオで担当している『ハイアーハイアー火曜日』・『八木志芳の私たちは求めてる』を「真の教養番組」として、リスナーから寄せられる性の悩みや恋愛相談に時に真面目に、時に砕けて語り[注 2]、フェムテックに関する情報発信も積極的に行っている[14]。この番組は放送から1週間経過した時点でPodcast配信されており[注 3]、2023年6月1日にApple Podcastのランキング・セクシャリティ部門で第1位を獲得した[15]。
- 2023年5月7日の『八木志芳の私たちは求めてる』にて、過去に整形を行っていたことを公表した[16]。
- 『八木志芳の私たちは求めてる』が2023年12月度中京圏ラジオ聴取率同時間帯第1位を獲得した[17]。
- 元プロバスケットボール日本代表選手で指導者の石橋貴俊は母方の従兄弟[18]。八木のYoutubeチャンネル内で「アスリートの恋愛事情」についてインタビューを行った[19]。

## 出演

### ラジオ

#### フリー転身後
- 『TBSラジオニュース』（2024年10月1日 - ）ニュースデスク[20][注 4]
- 『八木志芳の私たちは求めてる』 （2023年4月2日 - 、CBCラジオ）パーソナリティ
- 『SUNDAY 10 Carat Numbers』（2020年4月5日 - 2023年10月1日、LuckyFM茨城放送）パーソナリティ
- 『ハイアーハイアー！』（2022年9月27日 - 2023年3月28日 、CBCラジオ）火曜パーソナリティ
- 『B with you』 (2020年4月 - 2021年3月、Radio Berry) 水・木曜パーソナリティ
- 『LIKEY』（2019年9月- 2020年6月、FM PORT）パーソナリティ
- 『SUNDAY PUNCH★』（2019年4月 - 2021年3月、FM FUJI）リポーター

#### ミュージックバード時代
- 『アニソンHi!』（2017年4月 - 9月）アシスタント
- 『反畑誠一の音楽ミュージアム』（2017年4月 - 7月、全国コミュニティFM）アシスタント
- 『防災インフォメーション』（2016年12月 - 2017年10月）[注 5]

#### ラジオ福島時代
- 『月曜Monday夜はこれから！』（2012年4月 - 2016年3月）アシスタント
- 『ORANGE TIME』（2015年4月 - 10月）アシスタント
- 『踊れ！ライヴマニア』（2012年10月 - 2016年3月）パーソナリティ
- 『朝から全開！』（2012年10月 - 2015年3月）アシスタント
- 『福島市民ニュース』（2010年10月 - 2016年3月）

### ポッドキャスト
- 『ザベさんしほさん 40点ラジオ』（2024年4月20日 - ）[21]
- 『ようこそ！まんがたり荘へ』（2023年10月6日 - ）[22]
- 『ハイアーハイアー！火曜日[23][注 6]/八木志芳の私たちは求めてる』（2023年4月11日 - ）[24][注 7]
- 『週刊女性Podcast』（2022年7月 - ）[1]
- 『マーケティング・ゼロ』（2022年2月 - ）[1]

### 配信

#### TikTok
- 王子製薬 - ライブコマースMC（2025年6月 - ）[25]